# Ghar El Melh
Ghar El Melh (arabe : غار الملح), signifiant « grotte du sel » (du fait de la proximité de salines) et anciennement appelé Porto Farina, est une ville côtière du nord-est de la Tunisie.

## Géographie

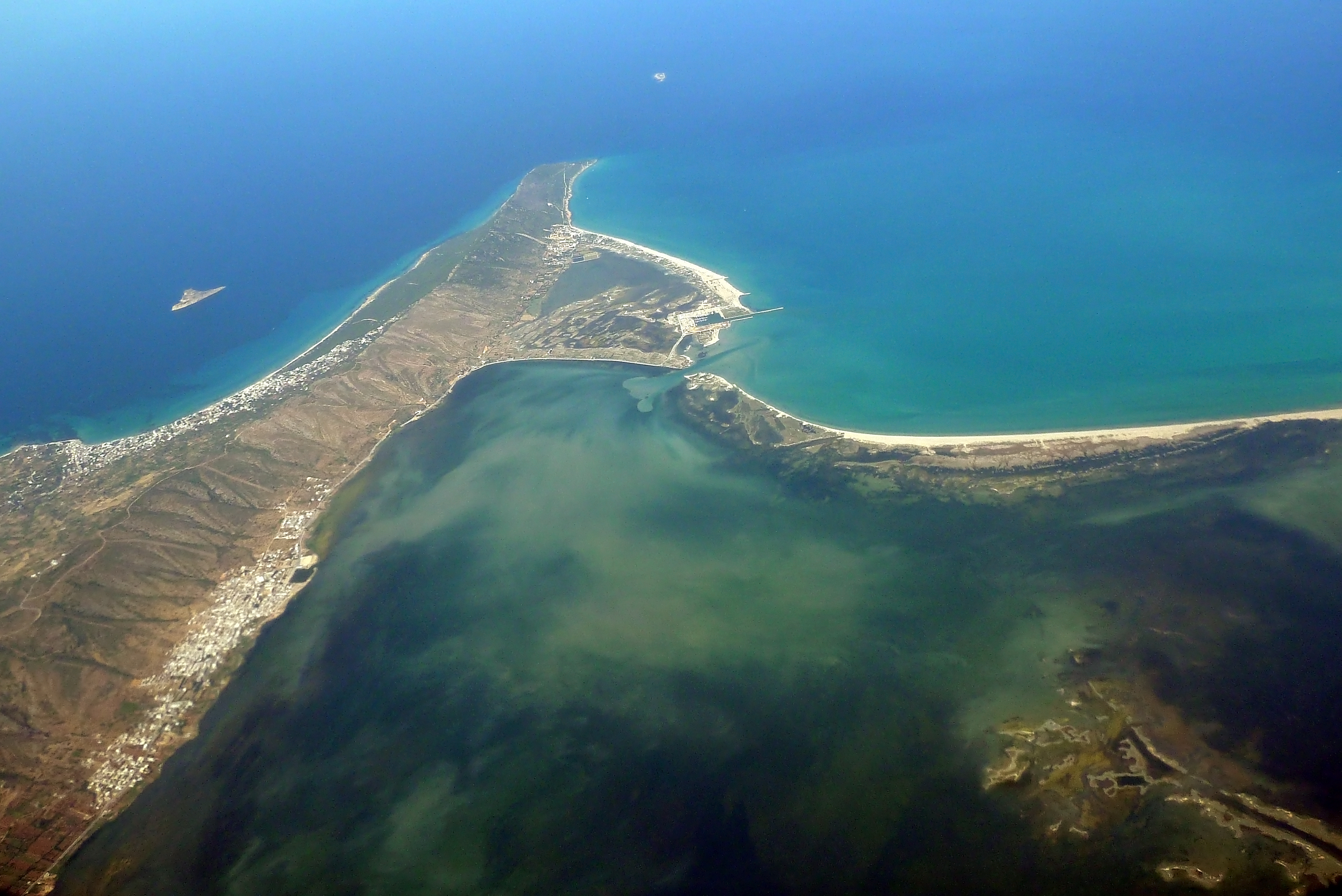
Vue aérienne du site.

Ghar El Melh est situé à une cinquantaine de kilomètres au nord de Tunis et à une quarantaine de kilomètres à l'est de Bizerte. Rattachée au gouvernorat de Bizerte, la municipalité compte 5 345 habitants en 2014. Elle est chef-lieu d'une délégation dont plus de la moitié des habitants réside en milieu rural. La délégation ne contient qu'une autre municipalité, Aousja, et quatre secteurs, Ghar El Melh, Aousja, Bajou et Zouaouin. La ville est connue pour son site historique et la longue plage de Sidi Ali El Mekki située à cinq kilomètres à l'est. La municipalité possède en tout sept kilomètres de côtes s'étalant entre le cap Sidi Ali El Mekki et le port de Kalâat el-Andalous.
Bâtie au pied du Djebel Nadour, la ville se trouve au fond de la lagune portant son nom, vestige du golfe d'Utique en grande partie comblé par l'apport d'alluvions de la Medjerda dont l'embouchure se trouve à six kilomètres plus au sud. La lagune, couvrant une superficie d'environ 3 000 hectares et bordée une vingtaine de kilomètres de rivages, est peu profonde. Elle est classée, depuis novembre 2007, comme zone humide d'importance internationale (convention de Ramsar), vu sa richesse naturelle et sa diversité biologique. Les principales espèces qui y sont pêchées sont par ordre d'importance : les muges, la daurade, le loup, la sole et l'anguille. Une écloserie, située sur la rive nord de la lagune, est créée par une société privée en 1973. L'Institut national scientifique et technique d'océanographie et de pêche acquiert, en 1977, cette écloserie qui sert désormais comme centre de recherches pour la production de juvéniles d'espèces marines.

## Histoire

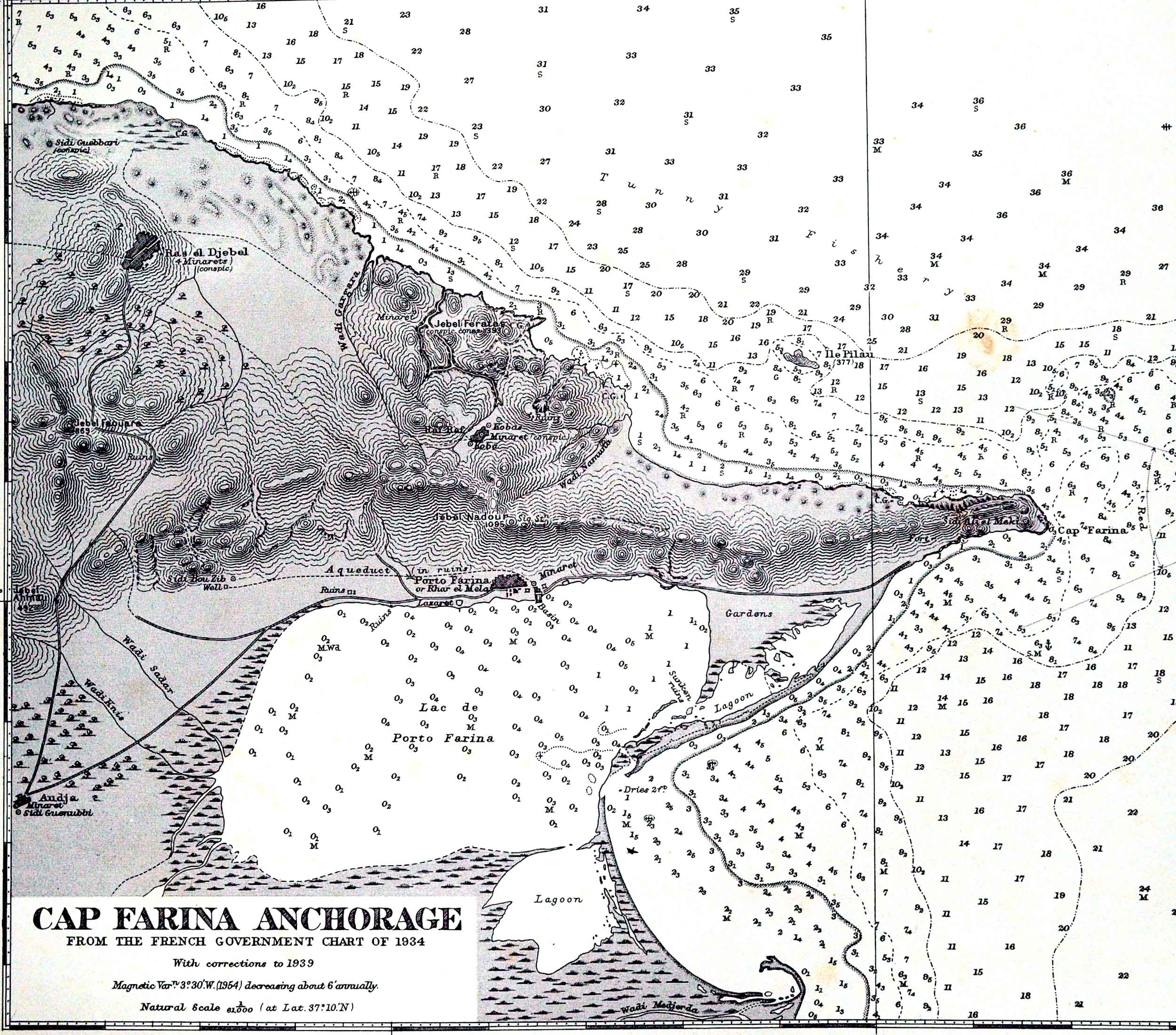
Carte du cap et de la lagune en 1939.

Fondé au début de l'installation des Phéniciens en Tunisie (1101 av. J.-C.), date à laquelle ils fondent Utique, l'antique Rusucmona devient rapidement un comptoir renommé pour être l'avant-port d'Utique. Il devient par la suite une importante base pour les corsaires barbaresques. À la suite de la conquête de la Tunisie par Charles Quint en 1534, les Espagnols tentent de les combattre et y construisent un fort mais c'est l'amiral britannique Robert Blake qui en vient à bout en 1654. Toutefois, le port et ses défenses sont reconstruits rapidement et redeviennent une base pour des pirates britanniques et maltais.
Sous le règne d'Usta Mourad, dey de Tunis d'origine génoise en place de 1638 à 1640, la ville est rebâtie et accueille une colonie andalouse arrivée après son expulsion par Philippe III d'Espagne.
Une autre colonie turque la suit à la suite de l'appel lancé par le souverain tunisien pour les encourager à s'y installer. En 1834, un important arsenal appartenant à un pirate maltais explose et détruit une partie de Ghar El Melh. Ahmed Ier Bey (1837-1855) décide de mettre fin à la piraterie en Tunisie et de transformer leur base en un port militaire et de commerce. Dans la perspective d'un nouvel arsenal maritime et à la suite de l'acquisition d'une demi-douzaine de vaisseaux (provenant de France et d'Italie), il y fait construire de nouvelles jetées, des quais, des entrepôts et des ateliers ainsi que de nouvelles casernes et forteresses. À partir de 1840 une communauté de Maltais, d'Italiens et de Français se sont installés dans la localité. La colonie d'origine maltaise a vécu à Ghar El Melh jusqu'à l'aube de l'indépendance. L'une des activités auxquelles s'adonnent à l'origine les Maltais est la contrebande. Mais, à la fin du XIXe siècle, l'instauration d'un régime douanier plus rigoureux oblige les contrebandiers à se transformer en pêcheurs et en maraîchers.
Pour cette communauté, le moment crucial arrive après l'indépendance de la Tunisie en 1956 : en refusant de prendre la nationalité tunisienne, les Maltais doivent s'astreindre à quitter ce qui, pour la majeure partie d'entre eux, était leur terre natale.

## Culture

### Festivals et événements

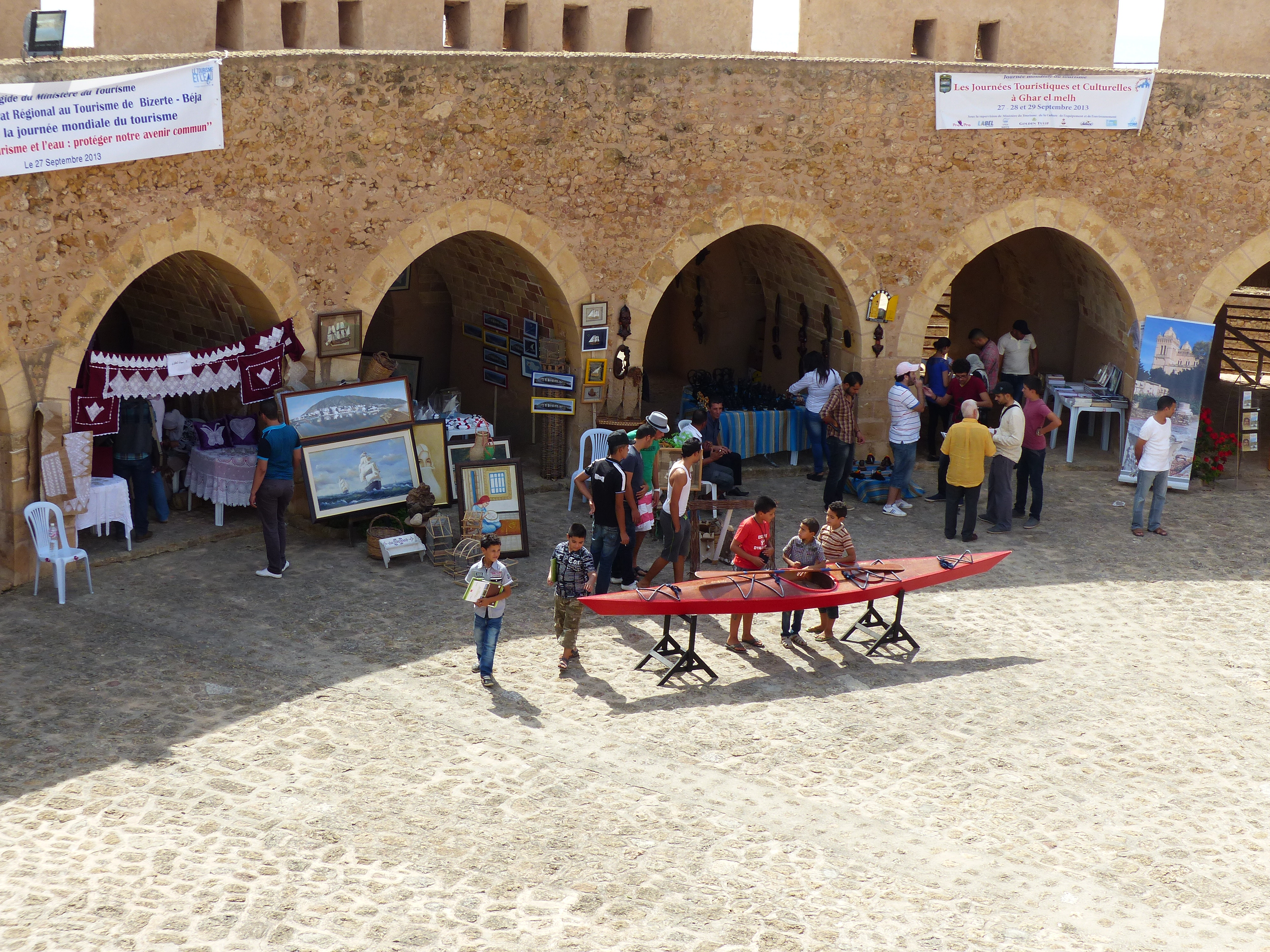
Borj Lazarit (situé à l'entrée de la ville) : le mieux restauré de tous les forts.

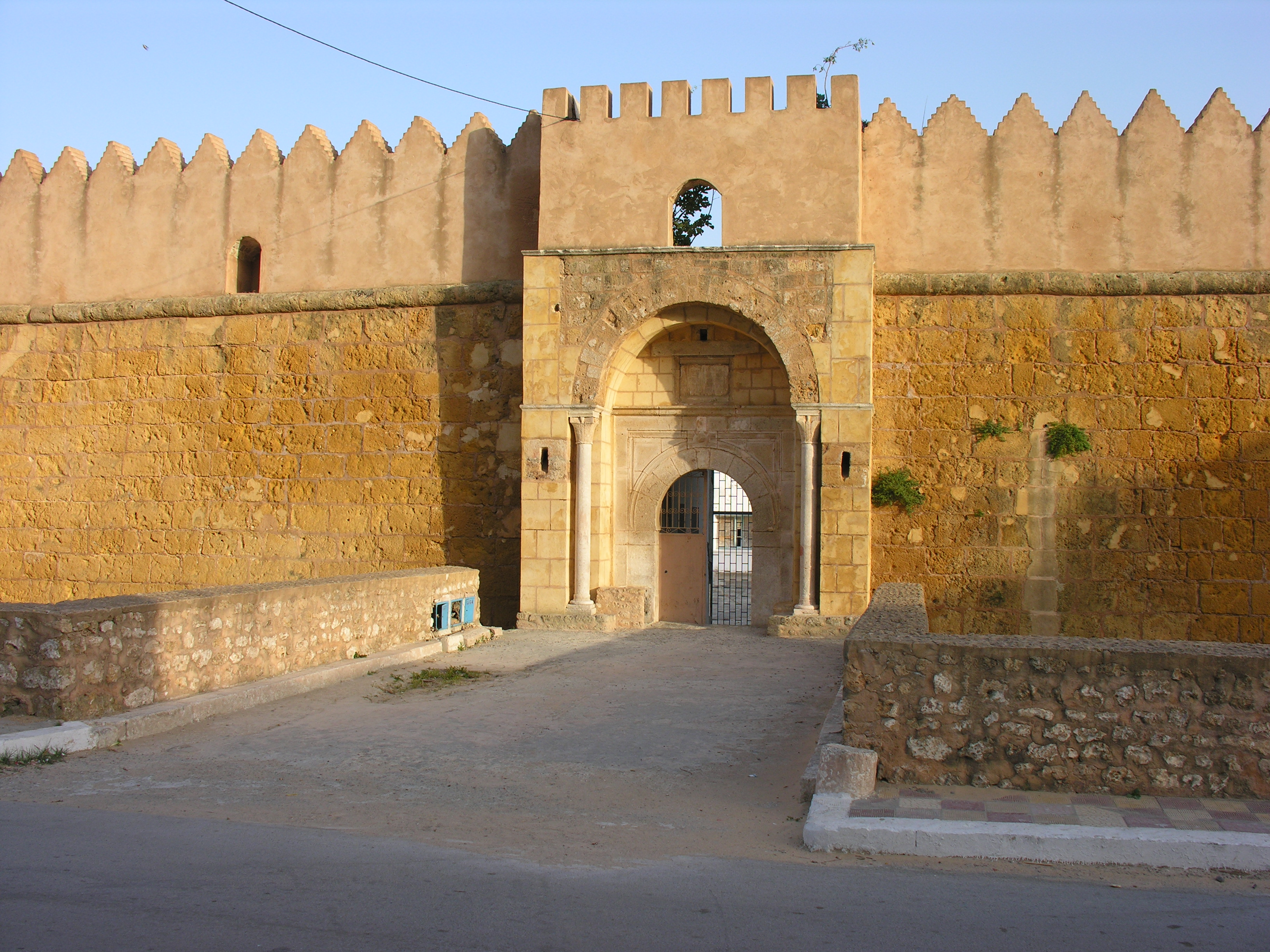
Borj El Wistani (surplombant le vieux port) : le plus ancien des trois forts et le moins bien restauré (2007).

Pendant la saison estivale, on peut assister au plus important rendez-vous de la photographie en Tunisie : les Rencontres internationales de photographie de Ghar El Melh ; les expositions et ateliers ont lieu au sein de deux des trois forts alors que des soirées nocturnes sont organisées sur la plage. La neuvième édition se tiendra du 7 juin au 13 juin 2015.
À partir du 27 septembre 2013 se tiennent les premières Journées touristiques et culturelles afin de relancer l'avenir touristique de la ville.
Pour découvrir la ville, son environnement et la route de la plage à pied, un semi-marathon est organisé annuellement au mois de mai ; sa quatrième édition a lieu en 2016.

### Enseignement
La ville dispose notamment d'un collège et d'un centre de formation professionnelle à la pêche. On y trouve aussi une maison de la culture et une maison des jeunes.

### Site patrimonial
De nos jours, Ghar El Melh accueille un vieux port turc ainsi que trois forts. L'ancien port avec l'arsenal, appelé par les habitants « El Kichla », joue un rôle prépondérant dans la région, à l'époque punique, en tant que comptoir commercial ainsi que site militaire grâce au caractère géomorphologique de son site d'implantation.
Fondé en 1638, sous l'impulsion du capitaine corsaire et dey de Tunis, Usta Mourad, le vieux port est longtemps le port de la première base militaire en Tunisie. Il est ensuite abandonné en 1818 et une tentative de rénovation sans succès est entreprise en 1838. Le port est ensuite devenu un important port de pêche de la région. En 1975, la construction d'un nouveau port, ouvert directement sur la mer, relègue progressivement le vieux port à une pêche artisanale dans les eaux de la lagune.
L'arsenal est fondé sur les ordres de Mourad III Bey à la fin du XVIIe siècle. Il est constitué de 17 galeries voûtées en berceau servant de remises pour les vaisseaux de guerre. Le chantier naval est alors doté d'un oratoire et de deux bagnes pour les esclaves.
À l'est s'élèvent les ateliers des calfateurs, des charpentiers, des forgerons et des fabricants d'armes. Il fut petit à petit abandonné jusqu'à devenir un amas de ruines en 1984. Les travaux de restauration ont cependant permis la réfection de l'ensemble des galeries, d'une partie des arcades et la consolidation du fronton et de sa décoration inspirée de l'art anatolien de l'époque. Les trois forts datent tous de l'époque ottomane, leur construction remontant aux environs de 1650. Historiquement, ils servent de bagne pour les esclaves faits prisonniers par les corsaires lors d'attaques en mer.
Sous l'impulsion des ingénieurs morisques, la fortification du XVIIe siècle adopte la technique de la « maçonnerie creuse » qui apparaît comme la principale caractéristique de cette nouvelle école. Les forts de Ghar El Melh figurent parmi leurs œuvres. Le premier fort, situé à l'entrée de la ville et édifié en 1659 sous les ordres d'Hammouda Pacha Bey, est appelé Borj Lazarit par les habitants. Il est entouré de toutes parts d'un large fossé. Il a servi durant tout le XIXe siècle comme lieu de quarantaine. Le deuxième fort ou Borj El Wistani, achevé en 1640 sous la conduite de l'architecte andalous Hadj Moussa Jamiro al-Andaloussi al-Garnati, est utilisé comme prison, lycée puis lieu d'habitation. Le troisième fort ou Borj El Loutani, achevé en 1659, donne sur le vieux port. Il a été utilisé comme garnison et comme prison.

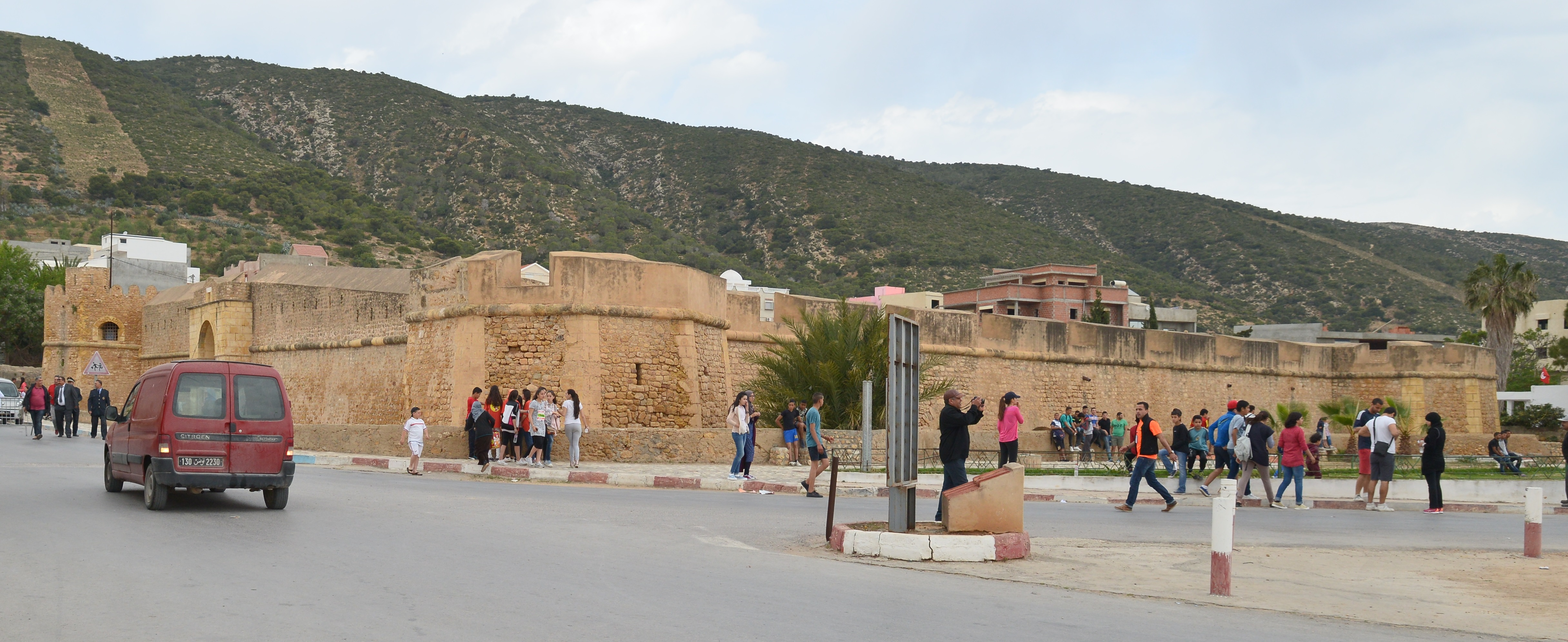
Borj El Loutani (en bas de la ville) près du vieux port et qui abrite le musée « Dar El Bhira ».

Ces trois forteresses ont subi des transformations et une forte dégradation à la suite de leur transformation en prison civile (karraka), probablement dès 1881, date du début du protectorat français de Tunisie. En 1922, les trois forts sont classés monuments historiques. En 1964, ils cessent d'être des prisons et sont désaffectés. Le gouvernement tunisien a entrepris, à partir de 1990, un vaste programme de restauration et de mise en valeur de ces monuments.
Le 25 avril 2013, on inaugure le premier Centre national des zones humides, intitulé « Dar El Bhira » et aménagé dans le Borj El Loutani. Le musée est composé de deux grandes salles d'exposition : la première offre aux visiteurs différentes informations sur la diversité des zones humides tunisiennes en général. Quant à la deuxième salle, elle présente des informations sur la lagune de Ghar El Melh.

## Économie
Depuis l'Antiquité, la population de Ghar El Melh travaille, presque exclusivement, dans l'agriculture et la pêche.

### Agriculture
Dans l'arrière-pays, l'agriculture est réputée par sa forte intensité d'occupation du sol et une grande diversité dans les cultures. Elle associe l'arboriculture aux cultures annuelles et pluriannuelles et les cultures sèches aux cultures irriguées.
On pratique également l'élevage bovin, ovin et avicole. Le paysage de cette zone est marqué par une mosaïque de terrasses, résultat d'une adaptation des techniques d'exploitations agricoles à la nature difficile du site servie par une bonne pluviométrie et par l'existence de 1 451 puits. Cette culture en terrasse a probablement été développée par les immigrants andalous.
En 2009, la délégation de Ghar El Melh compte près de 8 885 hectares de terres agricoles et occupe environ 1 842 agriculteurs. Elle dispose de cinquante hectares de pâturages, de 1 621 hectares de forêts et de trois barrages collinaires[Passage à actualiser].
On y produit quelque 580 tonnes de viande rouge et 5 115 tonnes de lait. Les activités avicoles produisent 350 tonnes de viande blanche et près de 500 000 œufs. Enfin, les activités apicoles produisent cinq tonnes de miel[Passage à actualiser].

### Pêche

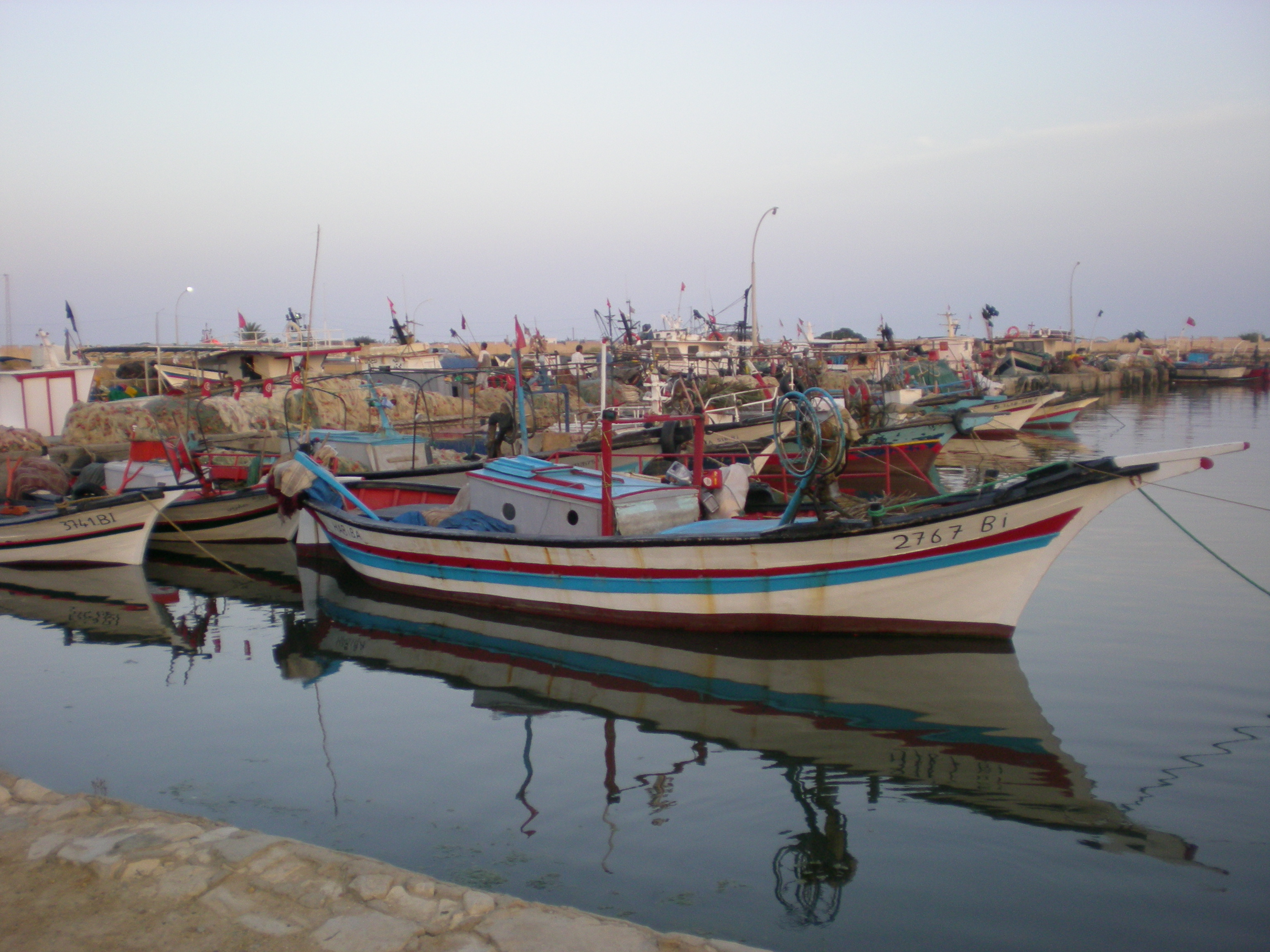
Nouveau port de pêche.

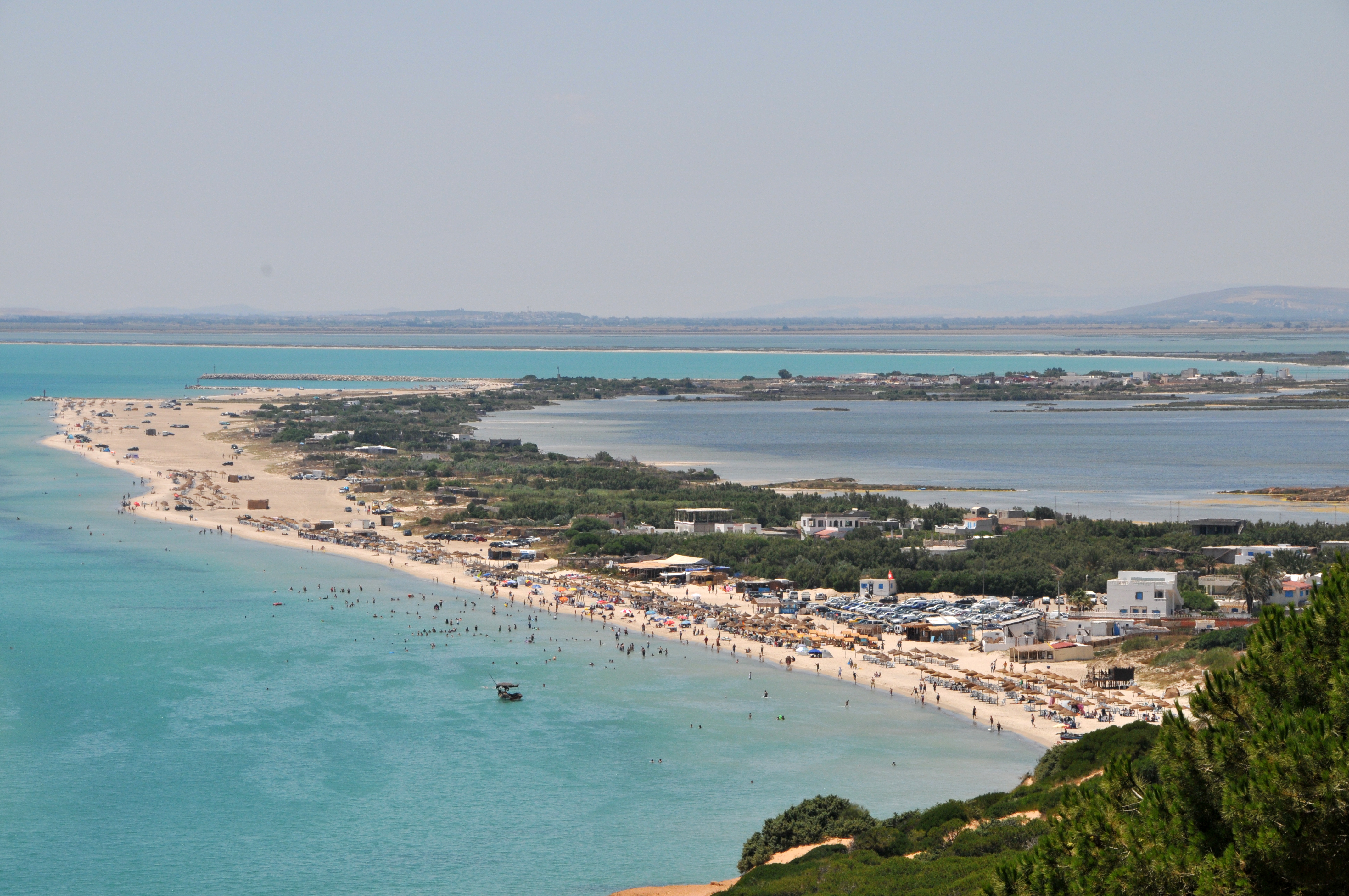
Vue de la plage.

La pêche constitue depuis longtemps l'une des activités économiques principales de la région. Le secteur emploie essentiellement des techniques traditionnelles et absorbe une main d'œuvre très importante.
Le nouveau port abrite environ 250 unités de pêche et est consacré à la pêche côtière ainsi qu'à la pêche au feu et à la petite senne. Le vieux port abrite une cinquantaine de petites unités dédiées à la pêche dans la lagune. La production de la pêche à Ghar El Melh est d'environ 2 150 tonnes de poisson par an (dont trente tonnes qui proviennent de la lagune) en 2009, occupant une population de pêcheurs estimée à 1 700[Passage à actualiser]. Au large de la côte qui borde la lagune, un projet de seize cages flottantes, passées ensuite à 48 (six groupes de huit cages chacune) et permettant l'élevage de poissons en eau de mer, alimente régulièrement depuis 2011 le marché aux poissons local en dorade grise et en loup.
La proximité de la Medjerda génère un comblement progressif et continu du port. Cette situation exige un dragage périodique et a nécessité la construction de digues de protection reliées au rivage et visibles de la plage limitrophe du port.

### Industrie
Au sein de la délégation, le secteur industriel fait une apparition modeste. On compte en 2009 sept unités industrielles employant près de 900 personnes[Passage à actualiser].

### Tourisme
Le sommet du Djebel Nadour, d'une altitude de 334 mètres, est accessible en voiture (en faisant un détour par Raf Raf) et offre une vue sur la région. Le djebel s'étire vers l'est pour former le cap Sidi Ali El Mekki (également appelé cap Farina ou promontoire d'Apollon), en face de l'île Plane, qui marque l'une des extrémités de la dorsale tunisienne.
Plus à l'est de la plage de Sidi Ali El Mekki et sur le flanc sud du Djebel Edmina, on peut visiter le zaouïa de Sidi Ali El Mekki qui est devenu un lieu de pèlerinage attirant les adeptes de diverses régions de Tunisie.
Plus loin encore et situé à hauteur du promontoire qui surplombe le cap Farina, on retrouve la zaouïa de Sidi Haj M'Barek.

## Politique
Ghar El Melh abrite le siège de la délégation, le siège de la municipalité, un poste de sûreté nationale, deux postes de la garde nationale, une recette municipale et un bureau de poste. La délégation dispose à Aousja d'une station d'épuration, d'une agence bancaire et d'un bureau de poste.